# ميغويلي
ميغويلي (بالإسبانية: Migueli) ، من مواليد 19 ديسمبر 1951 ، لاعب كرة قدم إسباني سابق.
لعب مع منتخب إسبانيا لكرة القدم.

## مسيرته الكروية
لعب ميغويلي خلال مسيرته الاحترافية مع ناديين في ثمانية عشر موسمًا وسجل خلالها 24 هدفًا ضمن 468 مباراة. حيث فاز في أربعة مواسم بالكأس وفي موسمين بالدوري.
خاض ميغويلي مسيرته مع نادي قادش في موسم 1970–71 واستمر معه طيلة ثلاثة مواسم، مشاركًا في 77 مباراة سجل خلالها 4 أهداف. ثم انتقل إلى نادي برشلونة في موسم 1973–74 ليلعب معه خمسة عشر موسمًا، حيث شارك في 391 مباراة سجل خلالها 20 هدف.

## روابط خارجية
- ميغويلي على موقع الاتحاد الدولي (مؤرشف)  (الإنجليزية)
- ميغويلي على موقع الاتحاد الأوربي (الإنجليزية)
- ميغويلي على موقع قاعدة بيانات كرة القدم.إي يو (الإنجليزية)
- ميغويلي على موقع ناشيونال فوتبول تيمز (الإنجليزية)
- ميغويلي على موقع عالم كرة القدم.نت (الإنجليزية)